# آق‌تپه (همدان)
آق‌تپه (همدان)، روستایی از توابع بخش مرکزی شهرستان همدان در استان همدان ایران است.
این روستا در ۳۵ کیلومتری شهر همدان و در جاده ملایر، جاده سیاه کمر قرار دارد. بافت روستا قدیمی بوده و قلعه ای جزو آثار باستانی در روستا وجود دارد از خانواده‌های مهم روستا میتوان یعقوبی منصور (خاندان مرحوم حاج یعقوب یعقوبی منصور)،احمدی نام برد شغل مردم روستا کشاورزی و دامپروری می باشد و بخش عمده گندم شهرهمدان را این روستا تامین میکند  از محصولات باغی روستا، انگور و بادام و گردو می‌باشد که انگور ان از نظر کیفیت در منطقه دارای شهرت است.

## مردم
مردم این روستا مردم ترک هستند و به زبان ترکی سخن می گویند.

## جمعیت
این روستا در دهستان گنبد قرار دارد و براساس سرشماری مرکز آمار ایران در سال ۱۳۹۵، جمعیت آن ۳۵ نفر (۱۰خانوار) بوده‌است.